# Жаме сю
Жаме́ сю (фр. jamais su — «никогда не знаемое») — психическое состояние, при котором не могут быть воспроизведены хорошо усвоенные ранее знания, события, тексты и тому подобное.
Пример жаме сю — фильм, содержание которого больному прекрасно известно, воспринимается при его повторном просмотре как впервые увиденный, будто сюжет ему абсолютно неизвестен. Кроме того, больной может понимать, что он не просто забыл его, он ощущает, что должен бы его помнить, и находит свою забывчивость странной.
Необходимо отличать жаме сю от обычного забывания, когда выученное не повторялось или способность заучивать низка.
Из-за жаме сю может возникнуть невротическая неуверенность в будущей деятельности личности.